# Walther von Seydlitz-Kurzbach

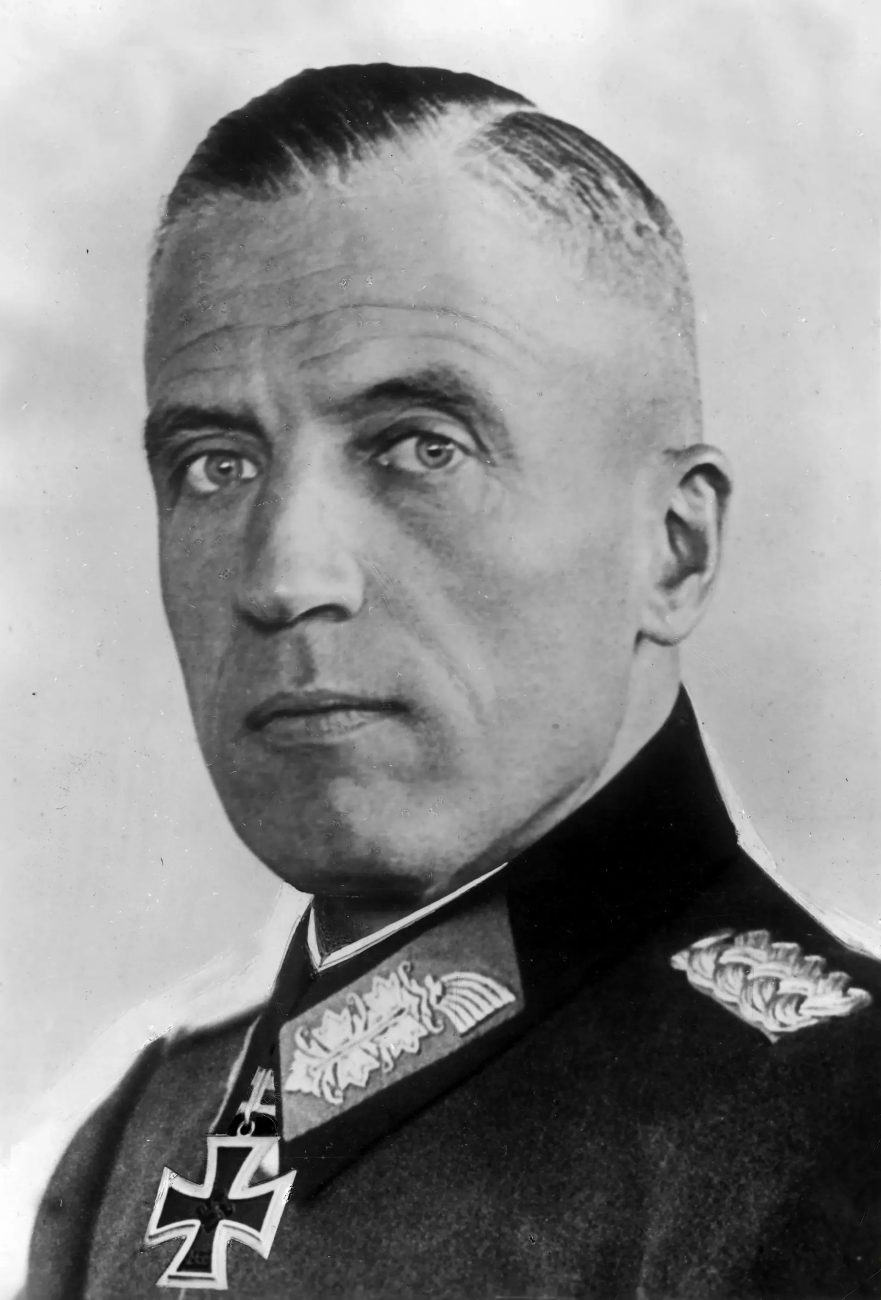
Generalmajor Walter von Seydlitz-Kurzbach (1942)

Walther Kurt von Seydlitz-Kurzbach (* 22. August 1888 in Hamburg; † 28. April 1976 in Bremen; meist nur Walther von Seydlitz) war ein deutscher General der Artillerie im Zweiten Weltkrieg. Als sowjetischer Kriegsgefangener rief er deutsche Soldaten an der Front zum Überlaufen auf. Außerdem setzte er sich vergeblich für die Aufstellung eines Korps aus gefangenen deutschen Soldaten ein, das auf Seiten der Anti-Hitler-Koalition kämpfen sollte.

## Leben

### Herkunft
Walther von Seydlitz entstammte dem Geschlecht der Herren und Freiherren von Seydlitz sowie der Grafen von Seidlitz, das Anfang des 13. Jahrhunderts erstmals erwähnt wurde. Zahlreiche Angehörige der Familie dienten in der preußischen Armee. Bekannt wurden unter anderem Friedrich Wilhelm von Seydlitz-Kurzbach, General der Kavallerie unter Friedrich dem Großen, und Major Florian von Seydlitz, Adjutant des späteren Generalfeldmarschalls Yorck von Wartenburg.
Er war ein Sohn des Generalleutnants Alexander von Seydlitz-Kurzbach und dessen Ehefrau Helene, geborene von Guenther (1856–1933). Sie war eine Tochter des Oberpräsidenten der Provinz Posen William Barstow von Guenther.

### Militärkarriere

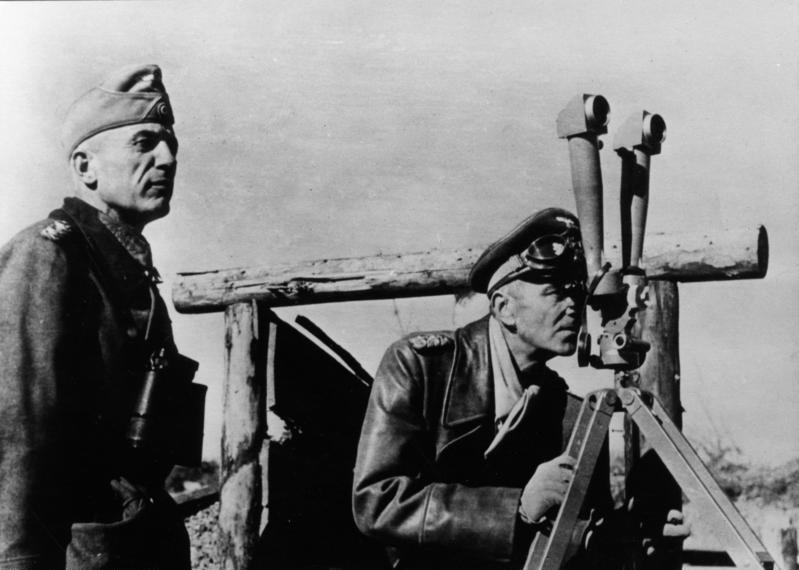
Walther von Seydlitz-Kurzbach (links) mit Friedrich Paulus in Stalingrad, 1942

Seydlitz-Kurzbach legte 1908 das Abitur ab und trat als Fahnenjunker in das 2. Westpreußische Feldartillerie-Regiment Nr. 36 der Preußischen Armee in Danzig ein. Nach dem Abschluss der Kriegsschule wurde er 1910 Leutnant. Er nahm 1914/18 am Ersten Weltkrieg an beiden Fronten teil, 1916/17 im Westen an der Somme und 1918 im Osten. 1915 wurde er zum Oberleutnant und 1917 zum Hauptmann befördert. Seydlitz erhielt beide Klassen des Eisernen Kreuzes, das Hanseatenkreuz (Hamburg), das Verwundetenabzeichen in Silber und 1918 das Ritterkreuz des Königlichen Hausordens von Hohenzollern mit Schwertern.
In der Weimarer Republik diente Seydlitz als Berufsoffizier in der Reichswehr, die ihn 1919 im Grenzschutz Ost als Adjutant einer Feldartillerie-Brigade, 1920 als Regimentsadjutant in Schwerin und um 1925 dort als Chef einer Ausbildungs-Batterie einsetzte. Ab 1929 war er als Adjutant beim Chef des Heeres-Waffenamtes im Reichswehrministerium tätig. 1930 wurde er zum Major befördert und 1933 als Kommandeur einer berittenen Abteilung eines Artillerie-Regiments nach Verden versetzt, wo seine Familie bis in die Nachkriegsjahre wohnte. 1934 folgte die Beförderung zum Oberstleutnant und 1936 zum Oberst sowie die Ernennung zum Kommandeur des in Verden neu aufgestellten Artillerie-Regiment 22 der 22. Infanterie-Division.

### Zweiter Weltkrieg
Ende September 1939 gab er sein Kommando über das Artillerie-Regiment 22 ab und wurde zum Artilleriekommandeur 102 (Arko 102) in Potsdam ernannt. Am 1. Dezember 1939 wurde Seydlitz zum Generalmajor befördert. Nachdem er Anfang März 1940 sein Kommando als Arko 102 abgegeben hatte, wurde er zum Kommandeur der 12. Infanterie-Division ernannt. Diese führte er im Mai 1940 in den Westfeldzug. Dabei wurden ihm bereits nach wenigen Tagen beide Spangen zu seinen Eisernen Kreuzen verliehen.
Nach dem Ende des Frankreichfeldzugs wurde er am 15. August 1940 mit dem Ritterkreuz des Eisernen Kreuzes ausgezeichnet. Seine Division blieb bis 1941 als Besatzungstruppe in Frankreich.
Im Juni 1941 nahm seine Division am Angriff auf die Sowjetunion im Rahmen der 16. Armee teil. Am 1. Dezember 1941 wurde er zum Generalleutnant befördert und am 31. Dezember mit dem Eichenlaub zum Ritterkreuz ausgezeichnet. Nach Abgabe seines Kommandos über die 12. Infanterie-Division wurde er im März 1942 Führer der Gruppe Seydlitz. Er erhielt den schwierigen Auftrag, den Kessel von Demjansk, in dem nahezu 100.000 Mann festsaßen, von außen aufzubrechen. Anfang April gelang es, die Landverbindung mit den Eingekesselten wiederherzustellen („Unternehmen Brückenschlag“). Dieser Erfolg trug Seydlitz die Beförderung zum General der Artillerie am 1. Juni 1942 und die Ernennung zum Kommandierenden General des LI. Armeekorps ein.

#### Stalingrad
Das zur 6. Armee des Generaloberst Friedrich Paulus gehörende Korps wurde ab September 1942 in der Schlacht von Stalingrad beim deutschen Angriff auf die Stadt eingesetzt. Als sich am 22. November 1942 im Rücken der Stalingradarmee die sowjetische Zange schloss, war aus dem „Entsetzer“ von Demjansk einer der über 250.000 Eingekesselten geworden. Unter den hochrangigen Stalingrad-Generalen hat keiner so nachdrücklich wie Seydlitz den Ausbruch aus dem Kessel gefordert, und zwar auch gegen den Durchhaltebefehl Hitlers. Mit dem Untergang der 6. Armee geriet er am 31. Januar 1943 in sowjetische Kriegsgefangenschaft, unter anderem im Kriegsgefangenenlager 5110/48 Woikowo.

#### Nach Stalingrad

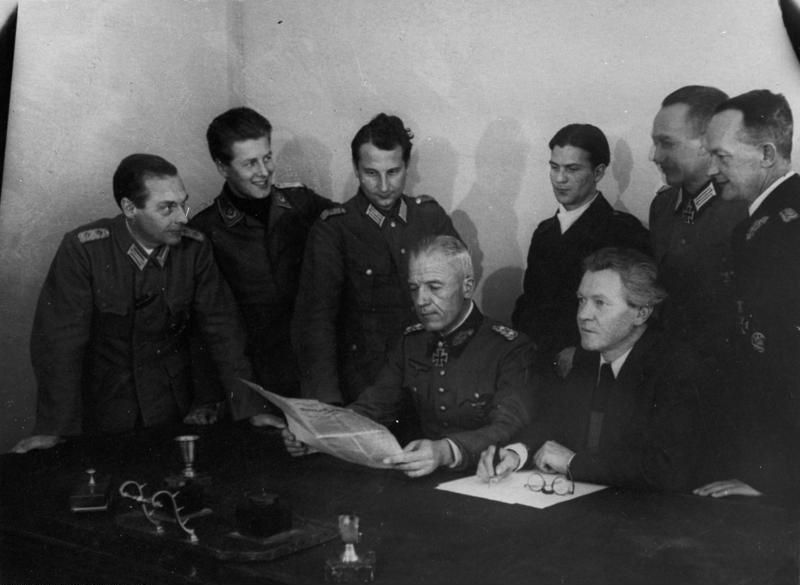
Sitzung des NKFD; Sitzend:
links: General Seydlitz
rechts: Vorsitzender Erich Weinert

Seydlitz war an der Gründung des Bundes Deutscher Offiziere (BDO) am 11./12. September 1943 im Gefangenenlager Lunjowo bei Moskau beteiligt und wurde dessen Präsident. Der BDO blieb als Organisation bis zum 2. November 1945 bestehen.
Elf der 22 Stalingrader Generale (darunter auch Generalfeldmarschall Paulus) traten dem BDO bei. Der BDO schloss sich als eigenständige Organisation zwei Monate nach seiner Gründung dem bereits im Juli 1943 gegründeten Nationalkomitee Freies Deutschland (NKFD) an, einem Zusammenschluss kriegsgefangener deutscher Soldaten und Offiziere mit exilierten deutschen Kommunisten.
Der BDO veröffentlichte am 11./12. September 1943 folgende Grundsatzerklärung:

„Wir, die überlebenden Kämpfer der 6. deutschen Armee, der Stalingradarmee, Generale, Offiziere und Soldaten, wir wenden uns an Euch am Beginn des fünften Kriegsjahres, um unserer Heimat, unserem Volk den Rettungsweg zu zeigen. Ganz Deutschland weiß, was Stalingrad bedeutet. Wir sind durch eine Hölle gegangen. Wir wurden totgesagt und sind zu neuem Leben erstanden. Wir können nicht länger schweigen! Wir haben wie niemand sonst das Recht, zu sprechen, nicht nur im eigenen Namen, sondern im Namen unserer toten Kameraden, im Namen aller Opfer von Stalingrad. Jeder denkende deutsche Offizier versteht, daß Deutschland den Krieg verloren hat. Das fühlt das ganze Volk. Wir wenden uns daher an Volk und Wehrmacht. Wir sprechen vor allem zu den Heerführern, Generalen, den Offizieren der Wehrmacht. In Eurer Hand liegt eine große Entscheidung! Das nationalsozialistische Regime wird niemals bereit sein, den Weg, der allein zum Frieden führen kann, freizugeben. Diese Erkenntnis gebietet Euch, dem verderblichen Regime den Kampf anzusagen und für die Schaffung einer vom Vertrauen des Volkes getragenen Regierung einzutreten. Verweigert Euch nicht Eurer geschichtlichen Berufung! Fordert den sofortigen Rücktritt Hitlers und seiner Regierung! Kämpft Seite an Seite mit dem Volk, um Hitler und sein Regime zu entfernen und Deutschland vor Chaos und Zusammenbruch zu bewahren!“

In zwei Memoranden vom 22. September 1943 und vom 4. Februar 1944 ersuchte Seydlitz die sowjetische Führung, die Aufstellung eines Korps aus deutschen Freiwilligen zu erlauben. Er richtete an Josef Stalin die Bitte, Offizieren und Soldaten der Wehrmacht, die dies wünschen, die Möglichkeit zu geben, mit der Waffe in der Hand ihren Beitrag zur Zerschlagung des Hitlerregimes und zur Beendigung des Krieges zu leisten. Er warb für ein Korps mit etwa 40.000 Mann. Eine „Seydlitz-Armee“ kam jedoch nicht zustande, nicht einmal in Ansätzen. So verblieb es bei propagandistischen Aufrufen an die Wehrmachtssoldaten, sich den sowjetischen Truppen zu ergeben.
Seydlitz beabsichtigte, mit dem geplanten Korps die Rote Armee bei ihrem Kampf mit dem Ziel der Zerschlagung des nationalsozialistischen Deutschland zu unterstützen. Er strebte aber zugleich die Erhaltung Deutschlands in den Grenzen von 1937 unter einer neuen demokratischen Regierung an, der das Korps für Verteidigungszwecke zur Verfügung stehen sollte. Dies war so bereits als Ziel in der Gründungsurkunde des BDO festgelegt: „… 3. Verhinderung der Zerstückelung Deutschlands, 4. Erhalt des Heeres für Verteidigungszwecke“.
Auch in der an General Melnikow (nicht an Stalin) gesandten Denkschrift über die Aufstellung eines deutschen Truppenteils vom 4. Februar 1944 ist zu lesen, dass ein Einsatz an der Front erst dann vorgesehen sei, „sobald dafür die politischen und psychologischen Voraussetzungen geschaffen werden, d. h. größere deutsche Truppenverbände bereit sind, sich der deutschen Befreiungsarmee anzuschließen, …“
Am 30. Januar 1944 hielt Seydlitz zum Beispiel folgende Ansprache:

„Die 6. Armee ging in Stalingrad zugrunde, weil sie auf Befehl Hitlers in aussichtsloser Lage einen militärisch sinnlosen Widerstand fortsetzte. Hunderttausende von Kameraden, die uns lieb und wert waren, wurden geopfert. […] Es ist nicht unehrenhaft, sondern ein Gebot der Erhaltung unseres Volkes, wenn ihr euch weigert, den Krieg in aussichtsloser Lage weiterzuführen. Verlasst euch nicht auf haltlose Versprechungen. Wir erfüllen das Vermächtnis der toten Kameraden von Stalingrad, wenn wir euch den Weg zur Rettung, zum Leben weisen. Wir Überlebende von Stalingrad sind diesen Weg vorausgegangen, folgt uns zur Errettung und zur Erhaltung unseres Volkes!“

#### Folgen für Seydlitz
Seine Kooperation mit dem sowjetischen Kriegsgegner führte zu seiner Verurteilung zum Tode wegen Hochverrats durch das Reichskriegsgericht sowie zur Sippenhaftung für seine Familie. Seine Frau Ingeborg, Tochter des Chirurgen Arthur Barth, wurde im Juli 1944 mit den ältesten Töchtern Mechtild und Dietlind von der Gestapo in das Polizeigefängnis in Bremen überführt und später nach Schlesien verlegt. Die jüngeren Töchter Ingrid und Ute wurden in Bad Sachsa im Kinderheim im Borntal interniert. Im Dezember wurde seine Frau gezwungen, sich von ihm scheiden zu lassen. Die Scheidung wurde nach dem Krieg rückgängig gemacht, das Reichskriegsgerichtsurteil aufgehoben. Auch die Wehrmachtsgeneralität ächtete Seydlitz. Das ihm verliehene Ritterkreuz wurde aberkannt. Die Aberkennung wurde 1956 durch ein Gerichtsurteil aufgehoben.

### Nach dem Krieg

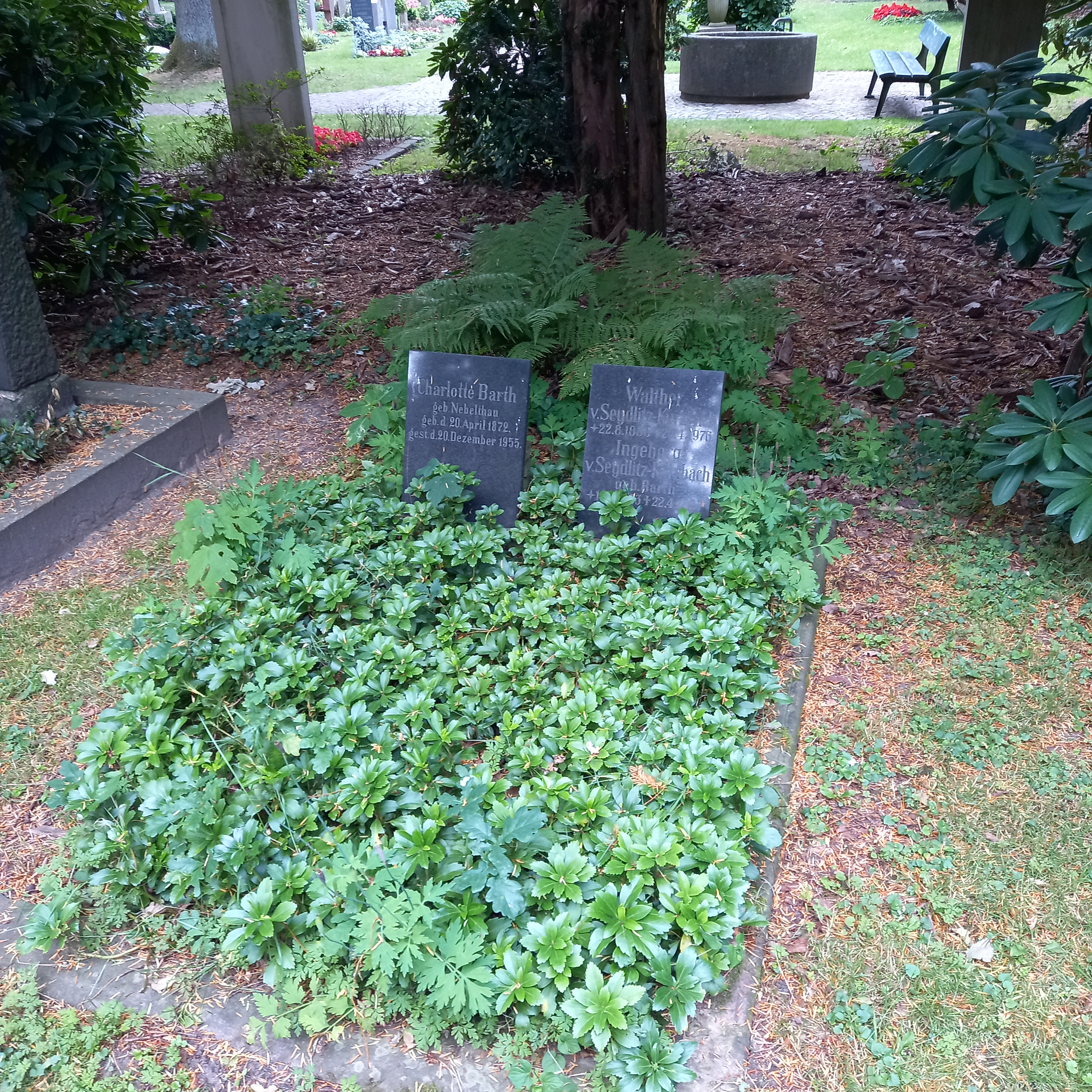
Das Grab von Walther von Seydlitz-Kurzbach und seiner Ehefrau Ingeborg geborene Barth auf dem Riensberger Friedhof in Bremen

Direkt nach dem Ende des Krieges hofften viele Menschen im zerstörten Berlin, dass Deutschland einer Aufteilung entgehen könnte. Für diese Variante, die unter dem Namen Seydlitz-Lösung geläufig war, hatte sich ihrer Ansicht nach Stalin eingesetzt.
Im Januar 1949 bat Seydlitz in einem Gesuch um die Repatriierung in die Sowjetische Besatzungszone. Er wurde jedoch nicht freigelassen, sondern wegen ihm unterstellter Mordtaten an der Zivilbevölkerung und gefangenen Rotarmisten angeklagt. Am 8. Juli 1950 verurteilte ihn ein sowjetisches Militärtribunal zum Tode, wandelte die Strafe dann aber in 25 Jahre Besserungslager um. Im Zuge der Heimkehr der zehntausend letzten Kriegsgefangenen wurde 1955 auch Seydlitz in die Bundesrepublik Deutschland entlassen und kehrte nach Verden zurück. Das Landgericht Verden hob 1956 das Todesurteil aus dem Dritten Reich auf. Nach dem Tod seiner Schwiegermutter zog die Familie Seydlitz nach Bremen, wo er im Alter von 87 Jahren verstarb. Er wurde auf dem Riensberger Friedhof (Grablage R 175) in Bremen bestattet.
Seydlitz’ Memoiren erschienen – wie von ihm festgelegt – erst nach seinem Tod.
Am 23. April 1996 hob die Hauptmilitärstaatsanwaltschaft der Russischen Föderation in Moskau nach dem Gesetz über die Rehabilitierung von Opfern politischer Repression vom 18. Oktober 1991 das Urteil von 1950 gegen Seydlitz auf.

## Gedenken
- Stolperstein in Verden

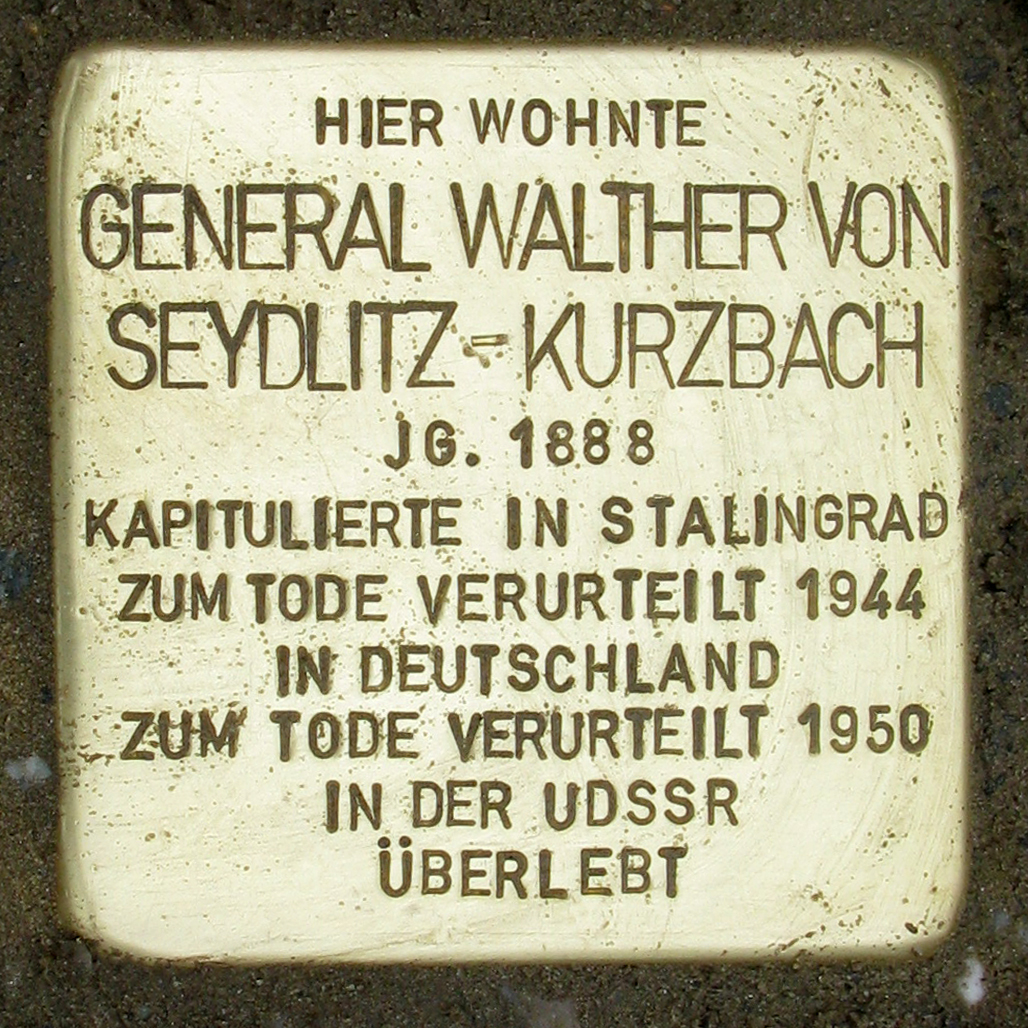
Der 2011 verlegte Stolperstein

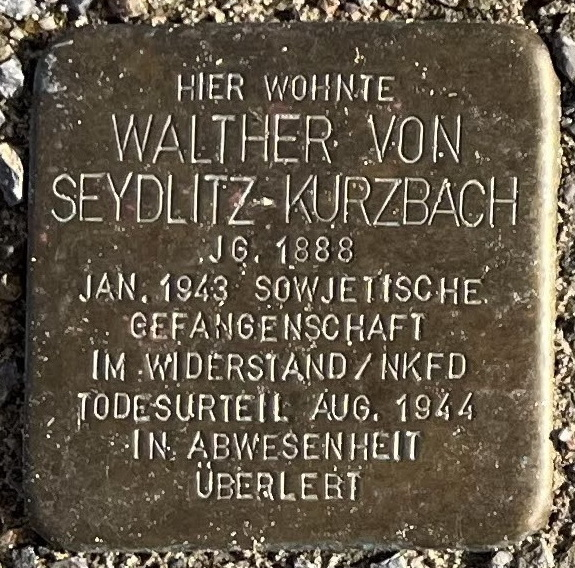
Der neue Stolperstein

Das ehemalige Wohnhaus „Burgberg 3“ in Verden wurde abgerissen. Der erste (im Jahr 2011) verlegte Stolperstein für Walther v. Seydlitz-Kurzbach ging bei Bauarbeiten verloren, die Neuverlegung fand im September 2022 statt. Auf dem neuen Stolperstein fehlt die Information, dass v. Seydlitz-Kurzbach auch in der Sowjetunion zum Tode verurteilt wurde. Mit der Neuverlegung wurden auch Stolpersteine für seine Frau und die vier Kinder verlegt, zur Erinnerung an deren Sippen- und Gestapohaft und Internierungen in Kinderheimen.

## Werke
- Stalingrad. Konflikt und Konsequenz. Erinnerungen. Mit einer Einleitung von Bodo Scheurig, Stalling, Oldenburg 1977, ISBN 978-3-7979-1353-1.